# Joseph Naert
Joseph Jean Naert (Brugge, 21 januari 1838 - Brussel, 16 november 1910) was een Belgisch architect.

## Levensloop

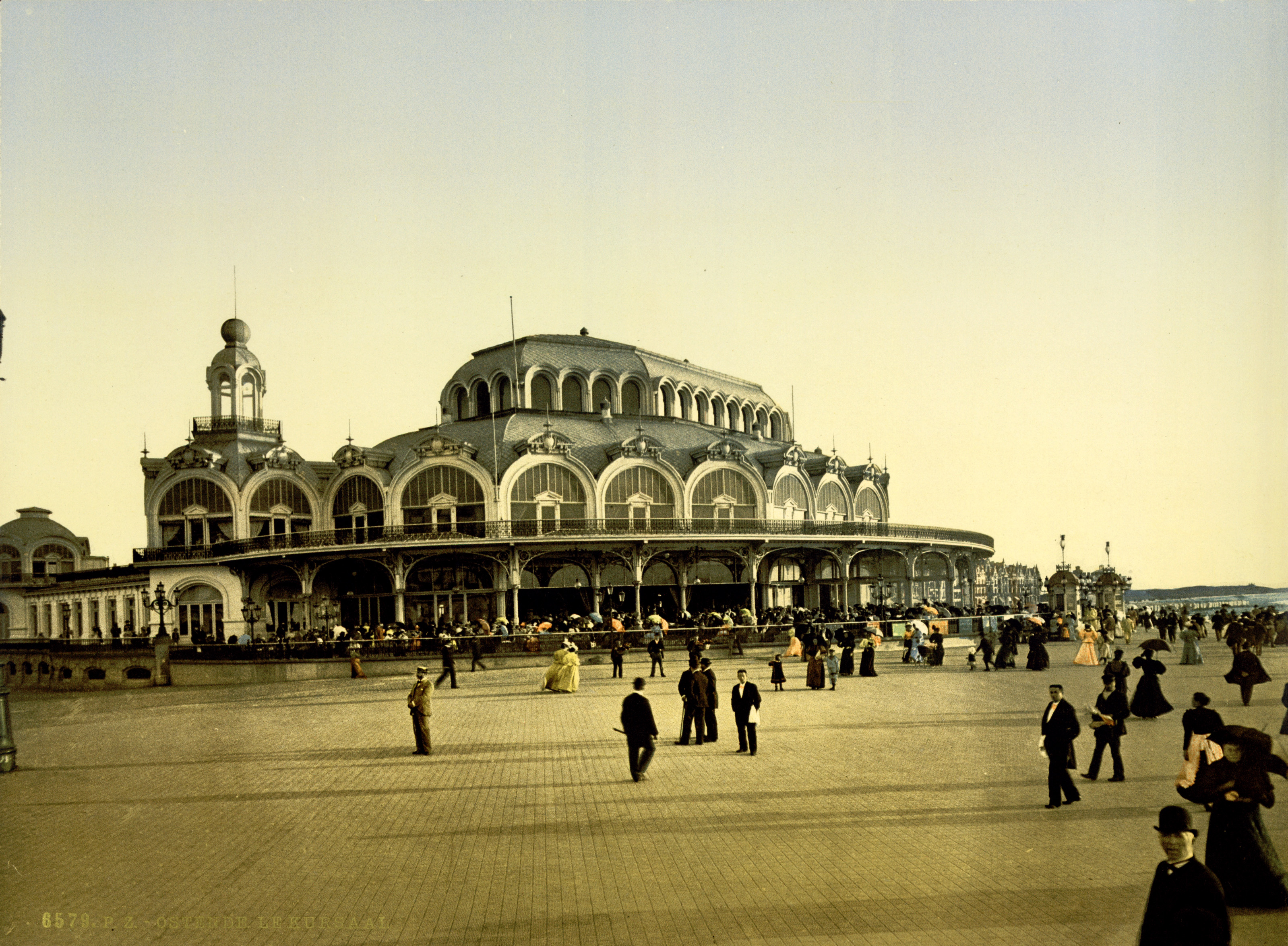
Kursaal van Oostende door Joseph Naert ontworpen

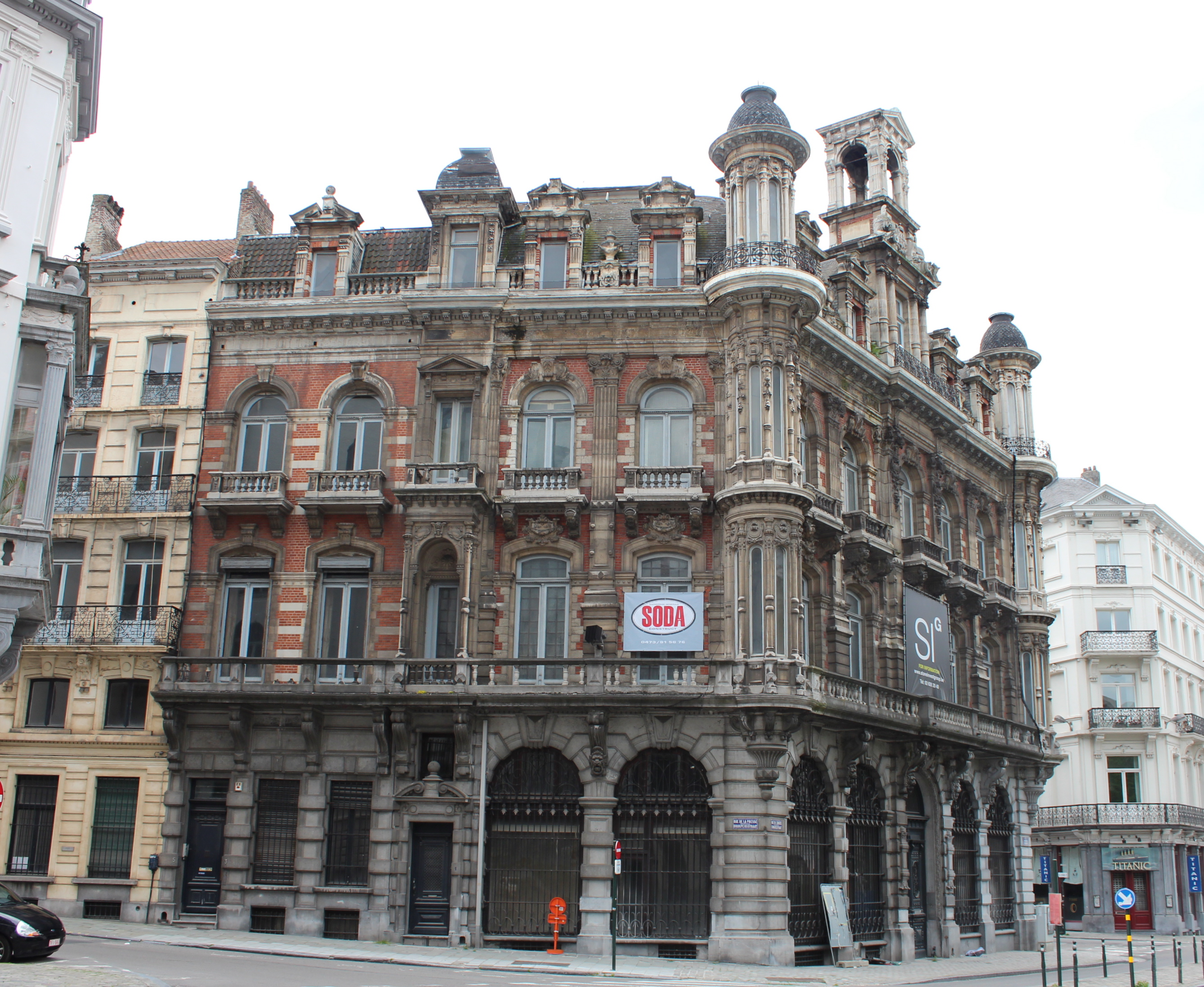
Woning voor ridder de Knuyt, na 1881 zetel van Bank Empain en woning van Édouard Empain

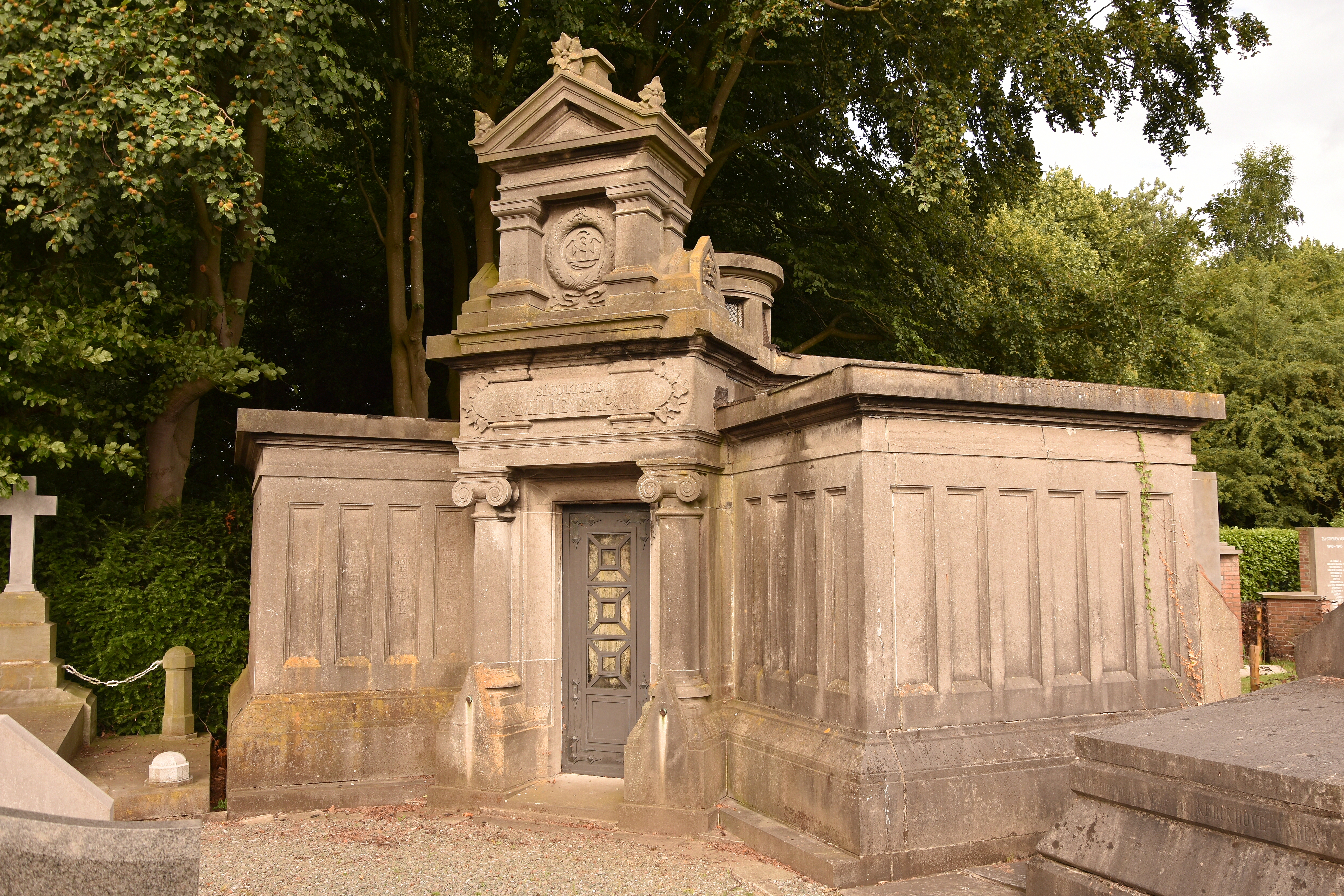
Het grafmonument van de familie Empain te Leest uit 1880

Naert was een zoon van bakker Joseph Naert (†1844) en Sophie De Cloedt (†1857). Hij was de broer van Sophie Naert (1828-1899), die trouwde met de Brugse glazenier en neogotische kunstenaar Samuel Coucke (1833-1899). Naert bleef vrijgezel.
Hij studeerde aan de Brugse Kunstacademie bij Louis Delacenserie en daarna in Brussel bij Tieleman Franciscus Suys en Antoine-Joseph Payen.
In 1866 behaalde hij de Prijs van Rome voor architectuur en werd in Brugge uitbundig gevierd. Hij vertrok toen voor een lange reis doorheen Engeland, Frankrijk, Spanje, Italië en Duitsland.
Na zijn terugkeer werd hij in 1873 benoemd tot leraar architectuur aan de Koninklijke Kunstacademie van Brussel. Hij bleef dit leraarschap uitoefenen tot aan zijn dood en beïnvloedde hierdoor gedurende veertig jaar de nieuwe generaties van architecten. Hij werd weldra ook architect van de stad Brussel. Deze ambtelijke functie legt meteen uit waarom hij zelf weinig ontwerpen heeft gerealiseerd.
Naert was een voorstander van het exuberante en gemaniëreerde eclecticisme, dat hem vooral in een eclectische neorenaissancestijl deed bouwen.
Voor de familie Empain ontwierp hij in 1880 het indrukwekkende grafmonument voor de ouders Empain, op het kerkhof bij de Sint-Niklaaskerk in Leest. Als laatste werd er in 1971 de honderdjarige Marie-Louise Empain, weduwe van generaal Denis, begraven.

## Uitgevoerde ontwerpen

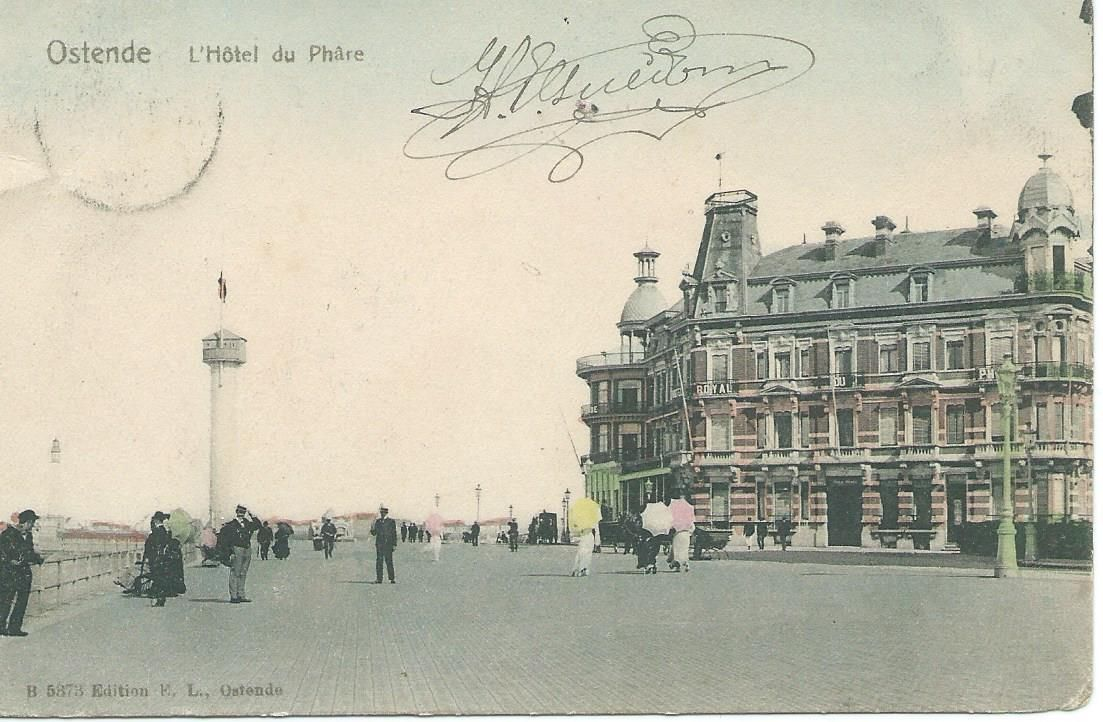
Hôtel du Phare in Oostende

Het is voornamelijk in de jaren 1873 tot 1880 dat Naert als privé-architect actief was. Zijn belangrijkste ontwerpen uit die periode zijn:
- Hôtel du Phare in Oostende (voor 1875).
- Hôtel de Bruxelles in Oostende (voor 1875).
- het tweede Casino-Kursaal van Oostende (1875-1878), in samenwerking met architect Felix Laureys. Het indrukwekkende gebouw werd van 1900 tot 1907 in fasen herbouwd naar plannen van Alban Chambon. Het Kursaal werd in de Eerste en de Tweede Wereldoorlog zwaar gehavend. Het werd nog tijdens de oorlog gesloopt op last van de Duitse bezetter. Op die plaats kwam een batterij. In de jaren 1950 kwam er een nieuwbouw op dezelfde plaats naar plannen van architect Leon Stynen.
- het Hôtel de Knuyt de Vosmaer, later Hotel en Bank Empain, in de Congresstraat in Brussel (1878-1879).
- Restauratie van het stadhuis van Lo (1906).

In Brugge zijn van hem bekend:
- de eerder zware restauratie van een 17e-eeuwse barokgevel en huis, Steenstraat 31 (1903).
- Historiserend breedhuis, Evendijk-West, Zeebrugge (1904).
- Jongensschool van de Sint-Donaasparochie, Zeebrugge (1907-1908).